# Голубцово (Первомайский район)
Голубцо́во — разъезд (тип населённого пункта) в Первомайском районе Алтайского края России. Входит в состав Логовского сельсовета.

## География
Разъезд Голубцово находится на Западно-Сибирской железной дороге, относится к отдаленным местностям в Алтайском крае и труднодоступным населенным пунктам. Рядом с разъездом располагается садоводство «Голубцовское».
Климат
Климат в селе соответствует климатическим условиям Первомайского района: резко континентальный, умеренный, молооблачный, в регион поступает большое количество солнечной радиации в среднем 2000-2300 часов в год. Продолжительность периода с устойчивым снежным покровом соответствует нормам региона и составляет 160—170 дней, абсолютный минимум температуры воздуха достигает −50 °C. Средняя температура января от минус 20 до минус 24° C, в июле воздух может прогреться до +40-41° C. Годовое количество атмосферных осадков — 360—400 мм.
Уличная сеть
На разъезде одна улица — Железнодорожная, на которой проживает 36 человек.
Расстояние до:
- районного центра Новоалтайск: 51 км.
- краевого центра Барнаул: 73 км.

Ближайшие населенные пункты
Село Голубцово, Новокопылово, Бешенцево, Логовское.

## Население
| 2004 | 2005 | 2006 | 2007 | 2008 | 2009 | 2010 |
| ---- | ---- | ---- | ---- | ---- | ---- | ---- |
| 37   | ↗45  | ↘41  | ↘39  | →39  | ↘38  | ↘37  |
| 2011 | 2012 | 2013 |      |      |      |      |
| ↗38  | ↘37  | →37  |      |      |      |      |

## История
История разъезда Голубцово берет свое начало от строительства железнодорожной ветки Барнаул-Сталинск (Новокузнецк). Рабочие и строители прибывали на станцию Алтайская с осени 1940 года из Восточного Казахстана. Разъезд стал вторым строительным участком железной дороги, на котором начали впервые организовывать прорабские пункты: в Голубцово это был пункт ПЧР-2.
Во время войны рельсы были демонтированы и отправлены на укладку железной дороги под Курском. Позже, в 1948 году, этот отрезок железной дороги был полностью восстановлен и пущен в эксплуатацию.

## Инфраструктура
Ввиду малочисленности населения услуги разного характера жители получают в близлежащих сёлах. На разъезде осуществляет деятельность СТ «Сигнал» — управление эксплуатацией нежилого фонда.
Транспорт
С районным и областным центром разъезд соединяет Западно-Сибирская железная дорога, есть региональная автодорога до села Голубцово, рядом проходит трасса Барнаул-Заринск.